# R18
R18 (R-18) – ukraiński bezzałogowy statek powietrzny przeznaczony do atakowania wrogich celów amunicją. Opracowany przez ukraińską organizację „Aerorozwidka”. Używany przez Siły Bezpieczeństwa i Obrony Ukrainy w wojnie rosyjsko-ukraińskiej, która trwa od 2014 roku.

## Historia
W 2016 roku „Aerorozwidka” rozpoczęła prace nad pierwszym prototypem własnych bezzałogowych statków powietrznych. W 2019 roku w pełni przetestowano model, który został wykorzystany podczas operacji specjalnej w Strefie operacji antyterrorystycznej.

## Przeznaczenie
R18 to bezzałogowiec o przeznaczeniu wojskowym i cywilnym. Oktokopter może być używany jako urządzenie obserwacyjne i poszukiwawcze, do dostarczania ładunku lub do ataku na wroga. Od 2022 r. ostatnią funkcję w „Aerorozwidce” uznano za najbardziej odpowiednią, ponieważ wiele innych dronów z kamerami może tylko zbierać informacje. Od tego czasu R18 przeznaczony jest do niszczenia wrogiego sprzętu, małych umocnień i magazynów z amunicją.

## Wykorzystanie

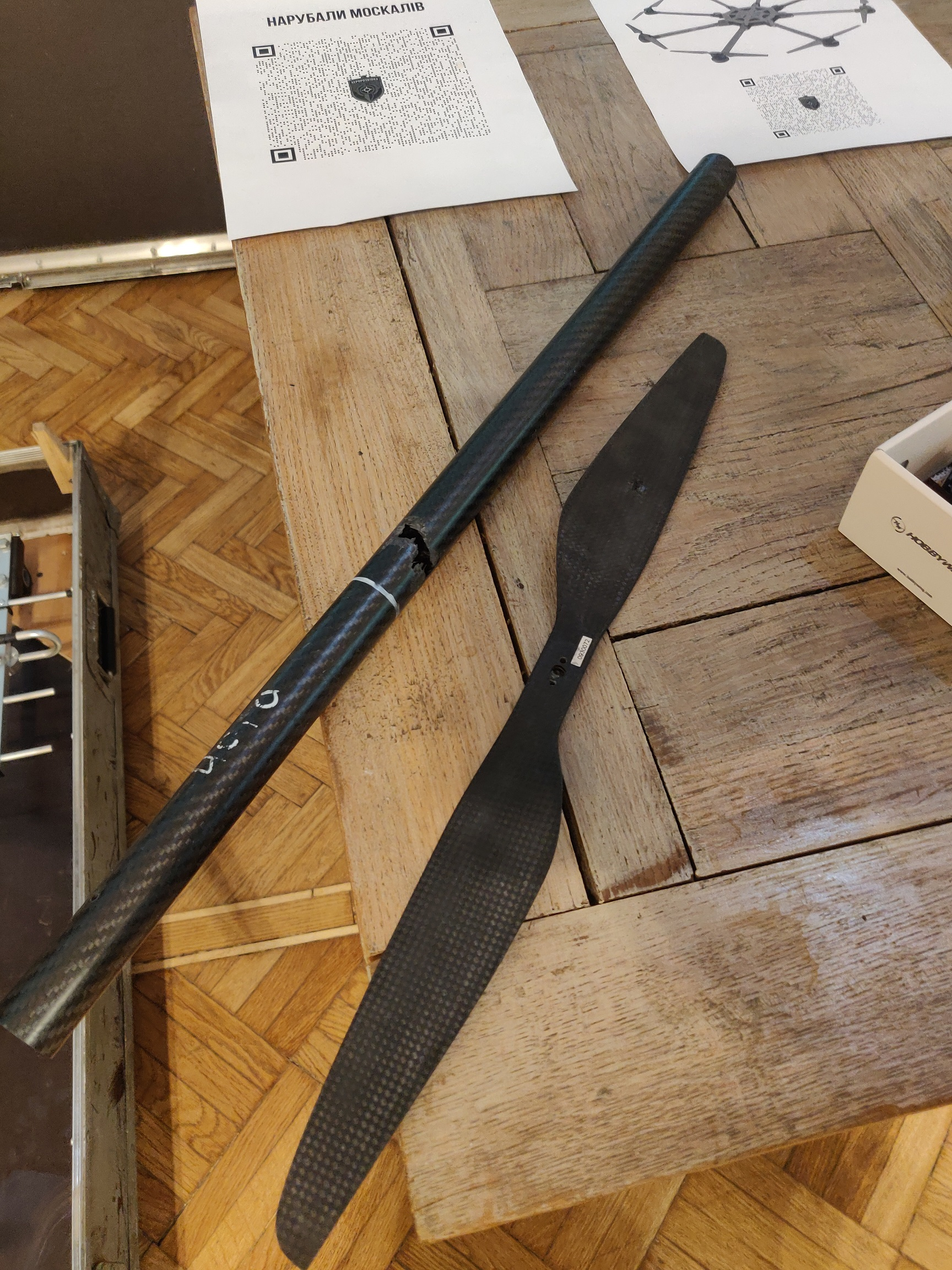
Uszkodzone części R18 w wyniku ostrzału wroga, 2022 r.

Użycie bojowe R18 rozpoczęto w 2019 roku – podczas wojny rosyjsko-ukraińskiej. Oktokoptera używa się głównie w nocy, wykorzystując taktykę Sił Operacji Specjalnych Sił Zbrojnych Ukrainy. Celem ataków dronów są głównie wrogie armaty, czołgi, pojazdy opancerzone oraz ciężarówki.
24 lutego 2022 r., jedna z jednostek bojowych przygotowała sprzęt i przeniosła się w rejon lotniska w Hostomelu. Poprzez komunikację poziomą przedstawiciele „Aerorozwidki” rozpoczęli komunikację z osobami zaangażowanymi w wydarzenia i już pierwszej nocy za pomocą drona R18 zadano dużo obrażeń rosyjskim spadochroniarzom na lotnisku.
Według oficjalnej informacji na lipiec 2022 r. 20 dronów R18 działa na liniach frontu wojny rosyjsko-ukraińskiej, zneutralizowały one ponad 100 jednostek wrogiego sprzętu. W czerwcu „Aerorozwidka” poinformowała, że R18 jest używany przez Główny Zarząd Wywiadu, Siły Operacji Specjalnych Sił Zbrojnych Ukrainy i inne struktury Ministerstwa Obrony, Gwardię Narodową, Służbę Bezpieczeństwa Ukrainy oraz inne jednostki Sił Bezpieczeństwa i Obrony Ukrainy.

## Charakterystyki
R18 to wielowirnikowy bezzałogowy aparat latający. Jest to oktokopter, czyli multikopter z 8 śmigłami, w związku z czym dron ma 8 silników. Tak duża liczba silników jest używana dla większej niezawodności. Dron ma pionowy start i lądowanie. W produkcji wykorzystywane są komponenty ukraińskie i importowane.

### Uzbrojenie
Do wykorzystania drona R18 jako bombowca używa się radzieckich kumulacyjnych granatów przeciwpancernych RKG-3 lub stworzonych na ich podstawie, przez rusznikarzy z fabryki Majak, bomb RKG-1600 (waga jednej to 1,6 kg), o mocy która jest w stanie zneutralizować lekko opancerzony obiekt atakiem z góry. Dokładność uderzenia RKG-1600 to jeden metr kwadratowy z wysokości 300 metrów. R18 jest w stanie przewieźć trzy sztuki takiej amunicji na raz. Może latać do 40 lotów bez konieczności dodatkowej konserwacji lub naprawy.

### Inne charakterystyki
Inne charakterystyki:

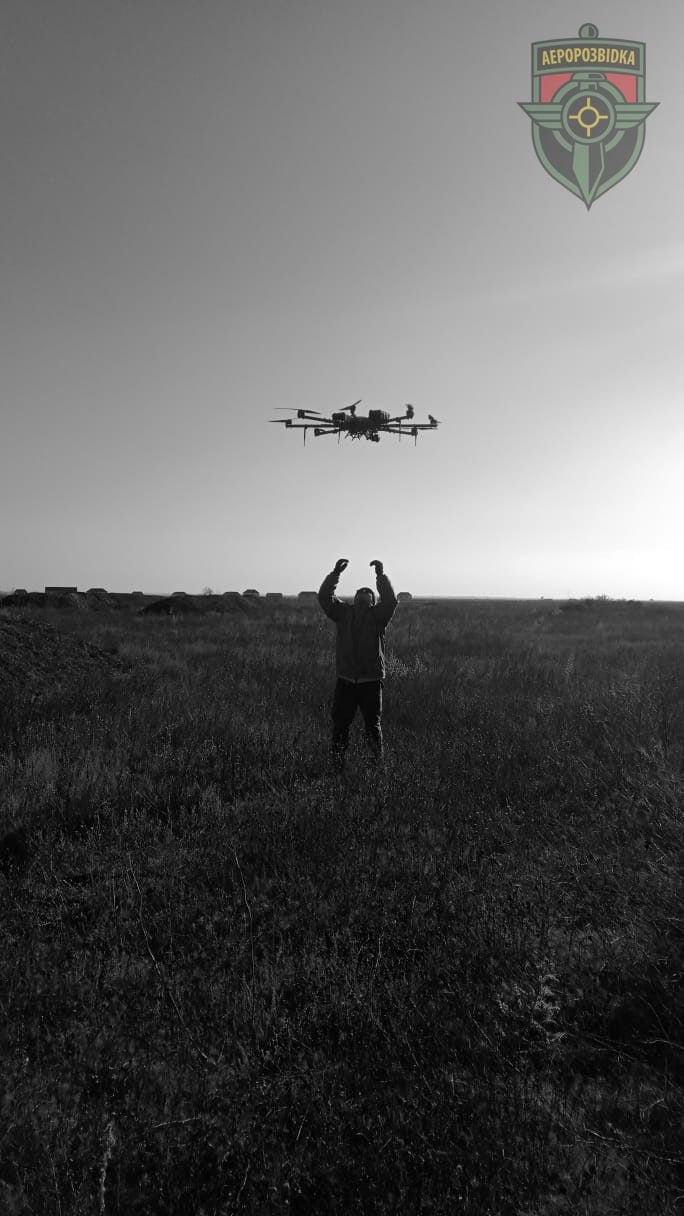
Lądowanie drona R18 po locie próbnym, 2020 r.

- wysokość zrzutu amunicji – od 100 do 300 m;
- całkowity czas przygotowania do startu – do 15 minut;
- wyposażenie w kamerę termowizyjną – tak;
- ilość uchwytów na pociski – 3 szt.;
- masa całkowita – 17 kg;
  - waga bez akumulatorów – 6,45 kg;
  - waga pary akumulatorów – 5,55 kg;
  - waga zawieszenia termowizyjnego – 490 g;
  - nośność użytkowa – do 5 kg;
- prędkość – 12 m/s;
- prędkość pionowa – 2,5 m/s;
- opór wiatru – 10 m/s;
- zakres temperatur otoczenia – od -15 do +35 °C;
- promień działania – 5 km;
- odległość stosowania – 20 km;
- czas lotu – 45 minut;
- wymiary gabarytowe (transportowe) – 1200 × 1200 × 400 mm;
- typ baterii – Li-ion 6s 24V, 32 500 mAh × 2.

## Szkolenie
Szkolenie operatora drona R18 trwa od dwóch tygodni do miesiąca.

## Testowanie

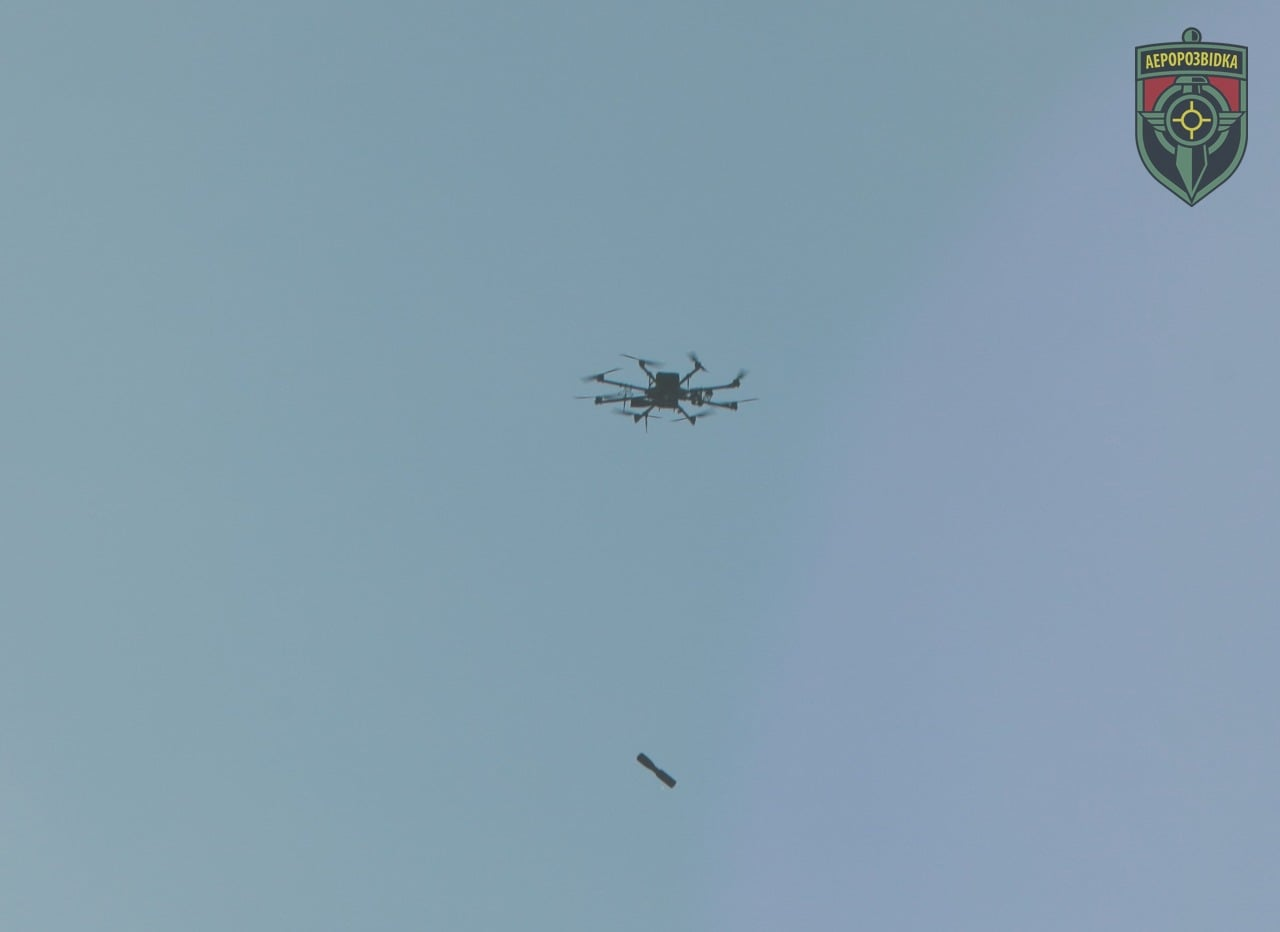
Lot próbny drona R18 ze zrzucaniem pocisków (granatów) RKG-1600, 2020 r.

Na przełomie listopada i grudnia 2020 r. odbyły się testy zrzutu edukacyjno-symulacyjnych amunicji RKG-1600 z oktokoptera R18, podczas ćwiczeń dowódczo-sztabowych na bazie 235 międzygatunkowego centrum szkolenia jednostek wojskowych („Szyrokyj Lan”). Należy zauważyć, że był to pierwszy przypadek włączenia drona szturmowego do połączonego programu szkolenia bojowego. Podczas testów operatorzy dronów z powodzeniem trafiali we wszystkie cele.

## Finansowanie
„Aerorozwidka” samodzielnie zbiera fundusze z darowizn na produkcję R18.

## Oceny
Według informacji podanej przez „Aerorozwidkę”, główną cechą użycia oktokopterów R18 na froncie w trwającej od 2014 roku wojnie rosyjsko-ukraińskiej jest wysoki zwrot kosztów. Zauważa się, że przy pomocy stosunkowo taniego sprzętu można zadać przeciwnikowi duże straty:

„Obliczyliśmy, że 1 USD zainwestowany w produkcję drona R18 powoduje straty u wroga na kwotę 1000 USD. Jeśli dron uderzy w pojazd, taki jak na przykład czołg, opłaci się to podczas jednego lotu. Ponieważ koszt zniszczonego sprzętu wynosi miliony, a sprzęt, z którym pracujemy, jest wart dziesiątki lub setki tysięcy”.